# Яворский, Эдуард Никифорович
Эдуард Никифорович Яворский (укр. Едуард Никифорович Яворський; 8 июня 1928, Лисичья Балка, Шевченковский округ — 2 марта 2012, Киев) — советский и украинский музыковед и либреттист. Заслуженный деятель искусств Украины (1993).

## Биография
Родился 8 июня 1928 года в селе Лисичья Балка.
В 1953 года окончил оркестровый факультет Киевской консерватории. Член КПСС с 1961 года. С 1958 года работал редактором Киевской телестудии, с 1964 года был членом Репертуарно-редакционной коллегии по музыке Министерства культуры Украинской ССР, с 1969 года работал главным редактором журнала «Музика». В 1950—1958 годах преподавал в Музыкальной школе в Киеве.
Выступил автором либретто к балетам «Каменный властелин» («Дон Жуан», 1969, Киев), «Огненный путь» («Вогненний шлях», 1980, Львов), музыкальной комедии «Баллада о мальчуганах» (1980, Симферополь) и мюзикла «Дорога к солнцу» (1980, Харьков).
Умер 2 марта 2012 года в Киеве.

## Сочинения
- В. Губаренко, Київ, 1972
- Зоя Христич, Київ, 1975
- О. Сандлер, Київ, 1976
- У світлі рампи, Київ, 1981

## Награды
- 1993 — Заслуженный деятель искусств Украины